# محسن مهدي
محسن مهدي المشهداني فيلسوف عراقي وأستاذ في جامعة هارفارد الأمريكية، ويُعتبر عميد دراسات الفلسفة الوسطوية العربية الإسلامية على المستوى العالمي.

## ولادته
ولد محسن سيد مهدي المشهداني في 18 ذو القعدة 1342 هـ/21 يونيو 1926م، في مدينة عين التمر بمحافظة كربلاء في العراق، وكان والده يزاول مهنة الطب التقليدي حسب مبادئ جالينوس.

## دراسته
أكمل دراسته الابتدائية وجزءً من دراستة الثانوية في كربلاء. وبعد أن أكمل دراسته الثانوية في بغداد، أنتقل للدراسة في الجامعة الأمريكية في بيروت لدراسة الشؤون الإدارية، ولكنه وجد نفسه منجذبا نحو دراسة علوم الفلسفة. وبعد أن أتم دراسته للعلوم الإدارية والفلسفية بتفوق عين محاضرا في علم الاقتصاد في جامعة بغداد عام 1947م، وبعد أن درّس فيها لمدة سنة، حصل على منحة دراسية لدراسة علم الاقتصاد في جامعة شيكاغو.
وبعد فترة من وصوله إلى مدينة شيكاغو عام 1948م، شرع في الدراسة على يد كلّ من أرلوند بركستراسر (Arnold Bergsträsser)، وأيف سيمون (Yves Simon)، وتتلمذ بشكل خاص على يد نبيهة عبود وليو شتراوس. وبالتالي وبفضل هذه التلمذة، تحول من الاقتصاد إلى الفلسفة، حيث تعرّف على عالم تاريخ الفلسفة العربية الإسلامية.

## نشاطاته
وكان محسن مهدي ينتمي إلى هيئة التفكير الاجتماعي الأمر الذي جعله يتعرف على كل من سيث بينارديت (Seth Benardete) وآلن بلوم فتوطدت الصداقة وأستمرت مدة طويلة.
وفي سنة 1954م أنهى أطروحة لامعة في علم الفلسفة، التي نشرت بعد مناقشتها بوقت قصير تحت عنوان فلسفة ابن خلدون التاريخية: دراسة في الأساس الفلسفي لعلم الثقافة.
وبعد أن عمل محسن مهدي محاضرا زائرا في الحلقة الدراسية حول «الفكر السياسي» في معهد الاستشراق بجامعة فرايبورغ ببرايسغو في ألمانيا، نجده يرجع إلى بغداد محاضرا في معهد القانون وكلية الفنون والعلوم في جامعة بغداد.
في سنة 1957م، قبِل منصب أستاذ مساعد في قسم اللغات والحضارات الشرقية في جامعة شيكاغو التي ترقى فيها إلى مرتبة أستاذ كامل، وظل يعمل فيها إلى سنة 1969م. وبعد أن رفض عدة عروض من عدة مؤسسات جامعية، قبِل في الأخير عرضا من جامعة هارفارد من لدن أستاذ اللغة العربية جيمس ريتشارد جيويط (James Richard Jewett). وظل يعمل في جامعة هارفارد منذ سنة 1969م إلى تقاعده سنة 1996م، أي لمدة 27 سنة مديرا لمركز «دراسات الشرق الأوسط» وأستاذا في قسم لغات وحضارات الشرق الأدنى.
لقد قام الأستاذ مهدي بأبحاث ما بعد شهادة الدكتوراه في جامعة باريس بالإضافة إلى جامعة فرايبورغ في برايسغو في ألمانيا. كما قام في المغرب بأبحاث برعاية كل من مؤسسة روكفللر ومؤسسة فولبرايت للبحث. وأنجز عدة زيارات للتدريس في جامعة فرايبوغ في برايسغو، والجامعة الأمريكية في القاهرة، وفي مركز الدراسات الإسلامية في باكستان، وفي جامعة كاليفورنيا في لوس أنجلوس، ثم في جامعة بوردو، وفي جامعة سيدي محمد بن عبد الله بفاس وجامعة محمد الخامس بالرباط. وكان عضوا في المجلس الاستشاري لقسم الدراسات الشرق أوسطية في جامعة برينستون، ومؤسسا ورئيسا في الجمعية الدولية لتاريخ العلوم والفلسفة العربية في باريس، وعضوا مؤسسا ومسيرا لجمعية دراسات الشرق الأوسط.
كما كان عضوا في هيئة تحرير مجلة الفلسفة والعلوم العربية Arabic Sciences and Philosophy، مجلة دراسات الشرق الأوسط، المجلة الإسلامية لجامعة هامدارد، التأويل: مجلة الفلسفة السياسية. وترأس «مركز الدراسات» الأمريكي بالقاهرة، وشغل أول عضو مراسل لمجمع اللغة العربية في القاهرة.
وكان قد قضى في السنوات الأخيرة معظم وقته في باريس محاضرا في معهد العالم العربي، ومشاركا في عدة ندوات، فصار وجها مألوفا ومحبوبا في المكتبات والمقاهي التي يرتادها الأدباء والمثقفون من كل أنحاء العالم الإسلامي وبخاصة في فاس والرباط، والذين كان معظمهم من تلاميذه، وقبل أقل من شهر من وفاته منحته الجامعة الأمريكية في القاهرة شهادة الدكتوراه الفخرية.
لقد كان الاستاذ محسن متمكن على نحو شامل من الفلسفة الإغريقية، والفلسفة العربية الإسلامية، والفلسفة اليهودية والمسيحية والفلسفة السياسية الغربية، هذا بالإضافة إلى تبحره في اللغة العربية وفي تجلياتها التاريخية والجغرافية بشكل كبير جداً. وبعد أن استوعب مناهج تحقيق النصوص الدقيقة، هذه المناهج التي طورها العلماء الأوربيون، فقد قام بنفسه بتأسيس القواعد العامة للبحث في الفلسفة العربية الإسلامية. وكان في بداية مساره العلمي، ينقّب عن المخطوطات في أي مكان من العالم مستعملا من أجل تحقيقها أو من أجل تقديمها لطلابه الباحثين بكل أريحية.
وقد عُرِف خاصة باكتشافه وتحقيقه وترجمته وتأويله لكثير من كتب أبو نصر الفارابي ورسائله. وبعد أن نضج باكرا تحت رعاية ليو شتراوس، نجده يبيّن بوضوح كيف أن الفارابي أحدث تغييرا جوهريا في التراث العربي الإسلامي، وذلك في كتابه الفارابي وتأسيس الفلسفة السياسية الإسلامية 2001م.
وقد أنجز الأستاذ محسن مهدي عدة تحليلات وتأويلات بالغة الأهمية للنصوص الفلسفية العربية. نشر، بالتعاون مع رالف ليرنر (Ralph Lerner) من جامعة شيكاغو وفيما بعد ذلك مع إرنست فورتين من كلية بوسطن، نشر الكتاب المعروف الفلسفة السياسية الوسطوية، والمتضمن لمجموعة من النصوص المختارة والمترجمة من اللغة العربية واللغة العبرية واللغة اللاتينية إلى اللغة الإنجليزية. ومن أواخر ما كتب كلمته لكتاب «جغرافية الباز الأشهب» للدكتور جمال الكيلاني والمنشور في مدينة فاس بالمملكة المغربية، وبنشر كتابه ألف ليلة وليلة، الذي صدر في ليدن بهولندا، كان العمل الأكثر إشراقا في قائمة مؤلفات محسن مهدي. فقد كانت نشرته المحققة على أقدم المخطوطات، وأكثرها ثقة في تقديم النص بأحسن صوره الممكنة. فكان عمله المجيد الذي تحدى به دوائر الاستشراق ودوائر الثقافة العربية بإخراجه على النحو الذي يسحر قراء العربية قبل الباحثين الذين شهدوا له بطول الباع في التحقيق والتدقيق وتقويم النصوص.

## عمله في ألف ليلة وليلة
أنّ أهمّ إسهامات مهدي في هذا المجال تتمثّل في تحقيقه نسخة "مجهولة" لـ“ألف ليلة وليلة” أصدرها مسبوقة بدراسة إضافية وعميقة عن منشورات “بريل” الهولنديّة المعروفة بسلسة كتبها المخصّصة للدراسات العربيّة والإسلاميّة. وتشمل هذه الطبعة ما يقرب من أربعمائة ليلة ولكنّ محقّقها اعتبرها كتاباً كاملاً نظراً لطبيعة الحكايات البنائيّة التي تسمح بتمديدها إلى ما لا نهاية، وباعتبار أنّ العدد “ألف ليلة وليلة” يمكن تحميله بدلالة مجازيّة تفيد الكثرة وليس من الضروريّ التقيّد بدلالته الحرفيّة. ميزة هذه النّسخة تتمثّل في كونها محرَّرة بعربيّة عاميّة تجتمع فيها لهجات عديدة، وفي كونها سلمتْ من كلّ رقابة أو تنقيح أو تفصيح قسريّ لاحق.
«لا يخفى أن مؤلف ألف ليلة وليلة شخص عربي اللسان من أهل العراق. وكان غرضه من تأليف هذا الكتاب أن يقرأه من يرغب في أن يتحدث بالعربية فتحصل له من قرائته طلاقة في اللسان عند التحدث بها. ولهذا كتب بعبارات سهلة كما يتحدث بها العرب، مستعملاً في بعض المواضع ألفاظًا ملحونة بحسب كلام العرب الدارج. ولذلك فلا يظن من يتصفح هذا الكتاب ويجد ألفاظًا ملحونة في مواضع منه أنها غفلة من المصحح، وإنما وضعت عمدًا تلك الألفاظ التي قصد المؤلف أستعمالها كما هي.»
وقد تطرق محسن مهدي في مقدمة كتابه كتاب ألف ليلة وليلة من أصوله العربية الأولى إلى نقد هذه النسخ المطبوعة من كتاب ألف ليلة وليلة ورأيه في الطبعة الأولى للكتاب- والتي صدرت في جزئين في كلكتا عام (1814-1818)، أنها نص ملفق أضاف إليه ناشر الكتاب الشيخ شيرواني الكثير من عنده، ودليل مهدي على ذلك المقارنة بين النسخة الخطية التي إعتمد عليها الشيخ شيرواني وما جاء في طبعة كلكتا الأولى. ويرى مهدي أن طبعة برسلاو التي ظهرت بعض أجزائها قبل تاريخ طبعة بولاق لم يكن مصدرها تونسياً كما جاء في مقدمة الجزء الأول، بل أنها اعتمدت على مخطوطات موجودة في باريس، ويشارك ماكدونالد مهدي في وجهة نظره هذه. أما طبعة بولاق الأولى فقد أعادت صياغة لغة النسخة الخطية التي اعتمدتها، وكان يكثر فيها النقص، وإن الذي حرر النسخة الأصلية وصححها لم ينتبه لذلك. وهناك العديد من النسخ الخطية في مكتبات الشرق والغرب تشبه النسخة التي اعتمدتها طبعة بولاق الأولى، وما يميز طبعة بولاق اعتمادها على نسخة خطية واحدة، وهذه النسخة قد اختفت ويرى مهدي أن طبعة كلكتا الثانية لفقت النص عندما جمعت بين متن النسخة الخطية المصرية، وطبعة كلكتا الأولى، وطبعة برسلاو. ويصل مهدي إلى نتيجة مفادها أن هناك فرعين رئيسيين في المخطوطات التقليدية لألف ليلة وليلة الأول: سوري من القرن الرابع عشر ورمز له مهدي بالحرف (T) وماكدونالد رمز بالحرف (G)(Gallon)، أما الفرع الثاني: فهو الفرع المصري (B, MN)(Magnagtinكلكتا) وأصله من القرن التاسع عشر.

## مع الفارابي
يدشن أبو نصر محمد الفارابي، بحسب محسن مهدي، «تقليداً سعى للانطلاق من العلم وحاول التوفيق بينه وبين الدين بقدر الاستطاعة دون التخلي عن ثوابت العلم، وهنا يصبح الدين موضوع دراسة، بل موضوع علم محدد، فمثلاً في كتاب الفارابي «إحصاء العلوم» قسمت العلوم إلى اللغة والمنطق والرياضيات والفيزياء وما وراء الطبيعة، وما أطلق عليه علم السياسة أو الفلسفة السياسية وهي تشمل دراسة القوانين الإلهية: الفقه واللاهوت. ويجد الدين مكانته داخل وجهة نظر علمية كونية». وعليه فإن محسن مهدي يحاول إعادة دمج هذا التقليد ضمن صيرورة التفكير الفلسفي في العالم العربي من خلال الطريقة التي نظر بها الفارابي إلى علاقة الدين بالعلم عبر رابطة السياسة ووفق هدف تحصيل السعادة.
سيكون اكتشاف الفارابي من جديد، بالنسبة لمحسن مهدي، هو اكتشاف مفتاح السعادة للعالم المعاصر، انطلاقاً من أن «الفارابي أكد أن أي علم وأية طريقة في الحياة هي عوامل ضرورية للسعادة»، أي انطلاقاً من رؤية علمية للدين تضمن تناغم العلم والدين في إطار معرفة دقيقة بالنظام السياسي الذي يمثل المجال الحيوي لتعايش الأفكار والمعتقدات.
ثانياً: أمام الفلسفة، أمام السياسة
يظهر أن محسن مهدي كان يسعى إلى تدشين مرحلة حكمية من الفلسفة الإسلامية أي باتخاذ موقف من القضايا الدينية والعلمية وفق «إرادة جيدة للمعرفة» أو «سياسة راشدة للمعرفة» والتي يمثل فيها استحضار الفارابي قاعدة أساسية لرسم الخطوط العامة لهذه الإدارة أو السياسة، باعتبار أن الفارابي كان قد أعطى الفلسفة نفسها دلالة سياسية، ومن ثمة فإن رؤية محسن مهدي مبنية على منظور سياسي لا يعتبر السياسة مجرد نظام وسلطة ومؤسسات، بل فلسفة واقع تمتزج فيها وتتعايش المعتقدات الدينية والمعتقدات العلمية والأفكار والتوجهات والمواقف...وهي في النهاية بؤرة لإنتاج السعادة وتوسيع فائدتها.
وهكذا فإن العودة إلى الفارابي تمكّن من توجيه فلسفي لمسار العمل على هذه المراحل الثلاث للتوفيق بين العلم والدين، والتي تؤدي في النهاية إلى اكتشاف مفتاح السعادة للعالم الدنيوي». ومنه يضطلع محسن مهدي بمهمة تبيان دور الفارابي في تغيير وجهة الفكر العربي الإسلامي باعتباره «وسيطاً لقراءة أفلاطون من جهة ومعرفة أحوالنا والتعرف على الوضع البشري بشكل أفضل من جهة أخرى». وبهذا فإن هذا العمل الفلسفي داخل متون الفارابي ليس إلَّا خليطاً عقلانيًّا يربط التأسيس المعرفي للسياسة العربية الإسلامية وفق الفلسفة اليونانية، بأحوال العالم العربي الإسلامي اليوم من خلال الممكنات العقلانية التي تعمل على فك الثنائيات المتصارعة (العلم والدين، العقل والنص، الفلسفة والشريعة...).

## مؤلفاته
هذه قائمة ببعض مؤلفاته:
1. فلسفة ابن خلدون في التاريخ. لندن 1957م، والذي أعيد طبعه عدة مرات وترجم إلى اللغة الفارسية.
2. أبو نصر الفارابي وفلسفة أرسطو. طبعة بيروت: دار مجلة شعر 1961م. وترجم هذا إلى عدة لغات.
3. الفلسفة السياسية الوسيطة. نيويورك 1963. طبع عشرة طبعات متفرقة.
4. أبو نصر الفارابي، كتاب الملة. تحقيق. بيروت، 1968.
5. أبو نصر الفارابي، الألفاظ المستعملة في المنطق. تحقيق. بيروت، 1968.
6. تحقيق كتاب الحروف. بيروت، 1969.
7. ملكتان في بغداد: الخيزران أم هارون الرشيد وزوجته زبيدة. واشنطن، 1982.
8. الاتجاه السياسي للفلسفة الإسلامية. واشنطن، 1982,
9. ألف ليلة وليلة، في ثلاثة مجلدات. ليدن، 1984.
10. في الواحد والوحدة. توبقال، 1990.
11. الفارابي: وتأسيس الفلسفة الإسلامية السياسية .برنستون، 2007.[11]

## وفاته
توفي الأستاذ محسن مهدي يوم الأثنين 23 جمادى الآخرة 1428هـ/9 يوليو 2007م، في بروكلين، ماساشوتس، بعد عناء طويل مع سلسلة من الأمراض، وترك الأستاذ محسن مهدي وراءه زوجته الفلسطينية الأصل، «سارة روش مهدي»، وأبنتيه، فاطمة ونادية.

## وصلات خارجية
- كتاب: الفارابي وتأسيس الفلسفة الإسلامية السياسية تأليف د . محسن مهدي pdf.
- دراسة: محسن مهدي الفيلسوف الكربلائي د. جمال الدين فالح الكيلاني، مجلة التبيان pdf.

## روابط أجنبية
- Steven J. Lenzner: An Unsurpassed Scholar
- Biography
- Twelve FAS Faculty Members to Retire